# Бондароа
Бондароа (фр. Bondaroy) насеље је и општина у централној Француској у региону Центар (регион), у департману Лоаре која припада префектури Питивје.
По подацима из 2011. године у општини је живело 392 становника, а густина насељености је износила 56,48 становника/km². Општина се простире на површини од 6,94 km². Налази се на средњој надморској висини од 126 метара (максималној 129 m, а минималној 95 m).

## Демографија
| 1962. | 1968. | 1975. | 1982. | 1990. | 1999. | 2011. |
| ----- | ----- | ----- | ----- | ----- | ----- | ----- |
| 265   | 271   | 316   | 323   | 347   | 361   | 392   |

График промене броја становника у току последњих година